# División de Honor femenina de balonmano 2025/26
Die División de Honor 2025/2026, auch Liga Guerreras genannt, ist die 43. Austragung der División de Honor, der höchsten Handball-Spielklasse für Frauen in Spanien. Der Verband RFEBM ist Ausrichter der insgesamt 69. spanischen Meisterschaft im Frauenhandball. Titelverteidiger ist Super Amara Bera Bera.

## Teams
14 Teams spielen in der Saison. Neben den Teams Mecalia Atl. Guardés, Costa del Sol Málaga, Super Amara Bera Bera, Conservas Orbe Rubensa Porriño, atticgo Balonmano Elche, KH-7 Granollers, Rocasa Gran Canaria, Caja Rural Aula Valladolid, Replasa Beti Onak, Elda Prestigio, Grafometal Sporting La Rioja sowie Balonmano Morvedre, die schon in der zurückliegenden Spielzeit 2024/2025 in der Liga Guerreras antraten, kommen die Vereine Zonzamas Plus Car Lanzarote und CICAR Lanzarote Ciudad de Arrecife, die aus der División de Honor Oro aufgestiegen waren.
Die geografische Verteilung der Teams auf der iberischen Halbinsel sowie den kanarischen Inseln bringt ihnen in der regulären Saison Wegstrecken zu je 13 Auswärtsspielen zwischen 22.761 (ab Logroño) und 52.106 Kilometern (ab Telde).

## Modus und Zeitraum
Die Mannschaften spielen zunächst die Phase 1 in der Liga im System jeder gegen jeden mit einer Hin- und einer Rückrunde. Daran schließt sich die Phase 2 mit den Play-off-Spielen um die Meisterschaft bzw. um den Klassenerhalt an.
Am 30. August 2025 startet die Saison. Während der Weltmeisterschaft 2025 ruht der Spielbetrieb. Im April 2026 beginnt die 2. Phase der Meisterschaft.
Parallel zum Ligabetrieb wird auch die Copa de la Reina ausgetragen. International nehmen die Mannschaften Super Amara Bera Bera und Replasa Beti-Onak an der Supercopa Ibérica 2025 teil, Super Amara Bera Bera und Mecalia Atlético Guardés starten in der EHF European League 2025/2026, die Teams Costa del Sol Málaga, Replasa Beti-Onak und atticgo BM Elche im EHF European Cup 2025/2026.

## Saisonverlauf

### Phase 1
Die Mannschaften spielen in der 1. Phase der Liga im System jeder gegen jeden mit einer Hin- und einer Rückrunde.
| Pl.                                         | Verein                                 | Sp. | S | U | N | Tore  | Diff. | Punkte |
| ------------------------------------------- | -------------------------------------- | --- | - | - | - | ----- | ----- | ------ |
| 1.                                          | Mecalia Atlético Guardés               | 0   | 0 | 0 | 0 | 00:00 | ±0    | 00:00  |
| 2.                                          | Costa del Sol Málaga                   | 0   | 0 | 0 | 0 | 00:00 | ±0    | 00:00  |
| 3.                                          | Super Amara Bera Bera (M)              | 0   | 0 | 0 | 0 | 00:00 | ±0    | 00:00  |
| 4.                                          | Conservas Orbe Zendal Porriño          | 0   | 0 | 0 | 0 | 00:00 | ±0    | 00:00  |
| 5.                                          | atticgo BM Elche                       | 0   | 0 | 0 | 0 | 00:00 | ±0    | 00:00  |
| 6.                                          | KH-7 Granollers                        | 0   | 0 | 0 | 0 | 00:00 | ±0    | 00:00  |
| 7.                                          | Rocasa Gran Canaria                    | 0   | 0 | 0 | 0 | 00:00 | ±0    | 00:00  |
| 8.                                          | Caja Rural Aula Valladolid             | 0   | 0 | 0 | 0 | 00:00 | ±0    | 00:00  |
| 9.                                          | Replasa Beti-Onak                      | 0   | 0 | 0 | 0 | 00:00 | ±0    | 00:00  |
| 10.                                         | Elda Prestigio                         | 0   | 0 | 0 | 0 | 00:00 | ±0    | 00:00  |
| 11.                                         | Grafometal La Rioja                    | 0   | 0 | 0 | 0 | 00:00 | ±0    | 00:00  |
| 12.                                         | Balonmano Morvedre                     | 0   | 0 | 0 | 0 | 00:00 | ±0    | 00:00  |
| 13.                                         | Zonzamas Plus Car Lanzarote (N)        | 0   | 0 | 0 | 0 | 00:00 | ±0    | 00:00  |
| 14.                                         | CICAR Lanzarote Ciudad de Arrecife (N) | 0   | 0 | 0 | 0 | 00:00 | ±0    | 00:00  |
| Quelle: www.rfebm.com, Stand: 27. Juni 2025 |                                        |     |   |   |   |       |       |        |

Legende:

### Phase 2
In der Phase 2 wird in den Play-offs um die Meisterschaft bzw. um den Klassenerhalt gespielt.